# Il ponte sul fiume Kwai (film)
Il ponte sul fiume Kwai (titolo orig. The Bridge on the River Kwai) è un film epico (di guerra) del 1957 diretto da David Lean. Basato sull'omonimo romanzo del 1952 scritto da Pierre Boulle, libro e film sono entrambi quasi del tutto finzionali, ma usano la costruzione della Burma Railway, avvenuta tra il 1942 e il 1943, come loro ambientazione storica. Tra gli attori presenti nel cast sono protagonisti William Holden, Alec Guinness, Jack Hawkins e Sessue Hayakawa.
Inizialmente, il soggetto fu adattato dallo sceneggiatore Carl Foreman, successivamente sostituito da Michael Wilson. Entrambi gli scrittori dovettero lavorare in segreto, poiché erano sulla lista nera di Hollywood ed erano fuggiti nel Regno Unito per continuare a lavorare. Per ovviare al problema politico, il francese Boulle, che non parlava inglese, fu accreditato come autore e ricevette l'Oscar per la migliore sceneggiatura non originale; solamente nel 1985 Foreman e Wilson ricevettero l'Oscar postumo, un estremo risarcimento.
Il ponte sul fiume Kwai è oramai un classico, unanimemente riconosciuto come uno dei più grandi film mai realizzati. Fu il film di maggior incasso del 1957 e ricevette subito un'accoglienza estremamente positiva dalla critica. Il film vinse sette premi Oscar (incluso quello per il miglior film) alla trentesima edizione degli Academy Awards. Nel 1997, il film fu ritenuto "culturalmente, storicamente o esteticamente significativo" e selezionato per la conservazione nel National Film Registry dalla Biblioteca del Congresso degli Stati Uniti. Nel 1998 l'American Film Institute l'ha inserito al tredicesimo posto della classifica dei migliori cento film americani mai realizzati (dieci anni dopo, nella nuova selezione, è sceso al trentaseiesimo posto). Nel 1999, il British Film Institute ha votato Il ponte sul fiume Kwai come l'undicesimo film britannico più importante del XX secolo.

## Trama
Nel 1943, durante la Seconda guerra mondiale, nel corso dell'espansione dell'Impero giapponese nell'Estremo Oriente, un contingente di prigionieri di guerra inglesi, guidati dal colonnello Nicholson, arrivano, dopo esser stati tradotti in treno, con una faticosa marcia nella giungla al campo di prigionia giapponese, in Thailandia. Qui è già recluso un comandante della Marina americana, Shears, che racconta a Nicholson le orribili condizioni del campo, dove han già trovato la morte i precedenti prigionieri. 
Il colonnello proibisce ai propri uomini qualsiasi tentativo di fuga nella giungla, asserendo che i suoi superiori gli ordinarono la resa ai nemici giapponesi. Inoltre, sebbene il campo di prigionia non abbia recinzioni, la densa e intricata foresta tropicale renderebbe assai difficile l'eventuale riuscita della fuga. 
Il comandante del campo, il colonnello Saito, informa i prigionieri che essi son stati condotti lì perché saranno loro a costruire il ponte ferroviario sul fiume Kwai che congiungerà Bangkok e Rangoon. Nicholson opina che la Convenzione di Ginevra prevede l'esenzione dai lavori forzati degli ufficiali prigionieri. A quel punto, Saito schiaffeggia Nicholson e lo minaccia di uccidere tutti gli ufficiali. Ma l'intervento delmaggiore Clipton, l'ufficiale medico britannico, il quale ammonisce Saito di aver lasciato troppi testimoni presenti che potrebbero un giorno testimoniare l'eccidio, fa desistere Saito. Gli ufficiali vengono lasciati a languire in piedi tutto il giorno sotto l'atroce Sole tropicale, con la minaccia del mitragliatore. Alla fine della giornata, vengono reclusi in piccolissime celle di ferro a cielo aperto, mentre Nicholson è prima pestato e poi rinchiuso anche lui. 
Shears e altri due prigionieri cercano di scappare: due vengono uccisi subito dalle guardie giapponesi, solo Shears, cadendo da una grande altezza nel fiume sottostante, sopravvive. Ferito, vaga disperatamente al limite delle forze, finché si imbatte ormai allo stremo in un villaggio thailandese, dai cui abitanti viene curato. Con una barca degli indigeni, riprende il viaggio: prima alla deriva, riesce poi ad esser salvato, e approda nella colonia britannica di Ceylon.
Frattanto, la costruzione del ponte procede malamente e sregolatamente: i lavori non progrediscono in alcun modo, in parte per l'incompetenza degli ufficiali giapponesi, in parte per la lentezza e il sabotaggio compiuto dai prigionieri. Saito comunica a Nicholson, che ha subìto lunghe torture, che se egli non riuscirà a costruire il ponte, entro la data fissata di maggio, dovrà compiere il suicidio rituale, per lavare l'onta della sua imperizia di comando. Con una mossa disperata, Saito rilascia Nicholson e gli altri ufficiali, esentandoli dal lavoro manuale. 
Nicholson, scioccato dallo scarso lavoro svolto dai suoi uomini, propone ai giapponesi, su consiglio di alcuni suoi ufficiali competenti in ingegneria, la riprogettazione e la costruzione daccapo del ponte. Egli lo considera un tributo duraturo all'abilità e superiorità tecnica dell'esercito britannico rispetto a quella giapponese. Ma Clipton gli obietta che si potrebbe invece ravvisare nell'opera mero collaborazionismo, se non addirittura un tradimento per intelligenza coi piani del nemico. 
L'ossessione di Nicholson nel costruire a marce forzate il ponte - nel quale intravede una specie di rivincita morale sui giapponesi - lo spinge infine, nella lotta contro il tempo per raggiungere la data stabilita per l'inaugurazione del ponte, a offrire volontariamente i suoi ufficiali per il lavoro manuale di costruzione, ribaltando così l'iniziale intransigenza sul lavoro coatto degli ufficiali. 
Dopo la rocambolesca fuga e il salvataggio, Shears, che gli inglesi hanno scoperto essere in realtà un marinaio di seconda classe della Marina USA, riceve un alloggio e un trattamento dorato assieme agli altri ufficiali nel sanatorio sull'isola di Ceylon, che gli danno modo di allacciare avventure galanti. Dove viene però ingaggiato giocoforza dal maggiore Warden, per partecipare alla rischiosa missione di un commando che dovrà far saltare il ponte. 
Mentre i lavori di costruzione avanzano, il gruppo guidato dal maggiore Warden - composto da Shears, Chapman e Joyce, un canadese volontario e moralmente idealista - si lancia col paracadute da un aereo militare in una zona della Thailandia, ad alcuni giorni di marcia dal sito del ponte ferroviario, col compito di raggiungerlo e distruggerlo durante l'inaugurazione, a costruzione ultimata, possibilmente durante il transito del treno giapponese carico di truppe.
Nell'atterraggio Chapman muore: il commando, accompagnato da Khun Yai, un capo villaggio, e da alcune donne thai, comincia una spossante marcia nella giungla. Warden viene ferito al piede da un soldato giapponese, ma il commando raggiunge il ponte in tempo utile. Tuttavia, non conoscendo l'ora di arrivo del treno, non può utilizzare le spolette a tempo. Col favore delle tenebre, Shears e Joyce piazzano alla base del ponte le cariche esplosive, collegate a un detonatore, che verrà azionato da Joyce al momento del passaggio del treno.

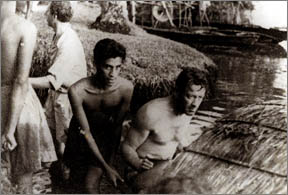
Chandran Rutnam e William Holden mentre stanno cercando di far saltare il ponte

La mattina successiva è previsto il passaggio del treno sul nuovo ponte: i prigionieri transitano marciando sul ponte prima di essere trasferiti in un altro campo di prigionia, mentre Nicholson rimane per assistere al passaggio inaugurale. Dal ponte, Nicholson, assieme al comandante giapponese, ha modo di osservare un filo che sporge: a causa del decremento del flusso dell'acqua, il livello del fiume si è abbassato. Nicholson avvisa Saito di voler scendere sul letto del fiume per investigare: si tratta del cavo di collegamento delle cariche al detonatore.
Accortosi del tentativo di attentare al ponte, Nicholson allerta il giapponese. Quando i due si stanno avvicinando al detonatore, Joyce esce fuori e uccide Saito pugnalandolo di spalle. Inspiegabilmente, l'inglese inizia allora a gridare, chiedendo aiuto ai giapponesi, e cercando di impedire a Joyce di azionare il detonatore. Richiamati dal grido di aiuto, le guardie giapponesi iniziano a sparare contro il commando. Inizia una battaglia di spari tra i giapponesi e il commando. Nicholson, nel tentativo di ostacolare a tutti i costi il sabotaggio, ingaggia un corpo a corpo contro Joyce, che durante la lotta viene colpito mortalmente da una pallottola sparata dai giapponesi.
Dopo lo sparo a Joyce, Shears si butta nel fiume per far esplodere lui le bombe. Alla vista di Shears, falciato dai tiri giapponesi, un basito Nicholson, che lo credeva morto durante la fuga, si rende conto dell'insensatezza di ciò che ha fatto. Ma viene subito colpito dallo scoppio di un mortaio, lanciato da Warden, che colpisce fatalmente Nicholson, il quale, subito rialzatosi in piedi, muore cadendo inconsapevolmente sul detonatore, facendo esplodere finalmente le cariche. Il ponte viene distrutto contemporaneamente al treno, che vi sta transitando a tutta velocità. Il medico Clipton, che ha osservato dall'alto della collina tutta la concitata e strabiliante scena, esclama il proprio sconvolgimento e sgomento per la carneficina avvenuta sotto i suoi occhi, gridando: «Pazzia, pazzia!».

## Veridicità storica
La trama è liberamente ispirata alla costruzione di un ponte ferroviario sul fiume Mae Klong nel 1943 in Thailandia, lungo la famigerata "ferrovia della morte". Secondo la Commonwealth War Graves Commission:
Gli incidenti mostrati nel film sono per la maggior parte opera di fantasia; le condizioni erano peggiori di come sono state raffigurate e sarebbero state troppo spaventose per gli spettatori. Il vero ufficiale superiore alleato in servizio presso il ponte era il tenente colonnello inglese Philip Toosey. Nel programma della BBC Timewatch, un ex-prigioniero del campo afferma che è improbabile che un uomo come l'immaginario Nicholson potesse essere salito al grado di tenente colonnello e, se l'avesse fatto, sarebbe stato "tranquillamente eliminato" da parte degli altri prigionieri.

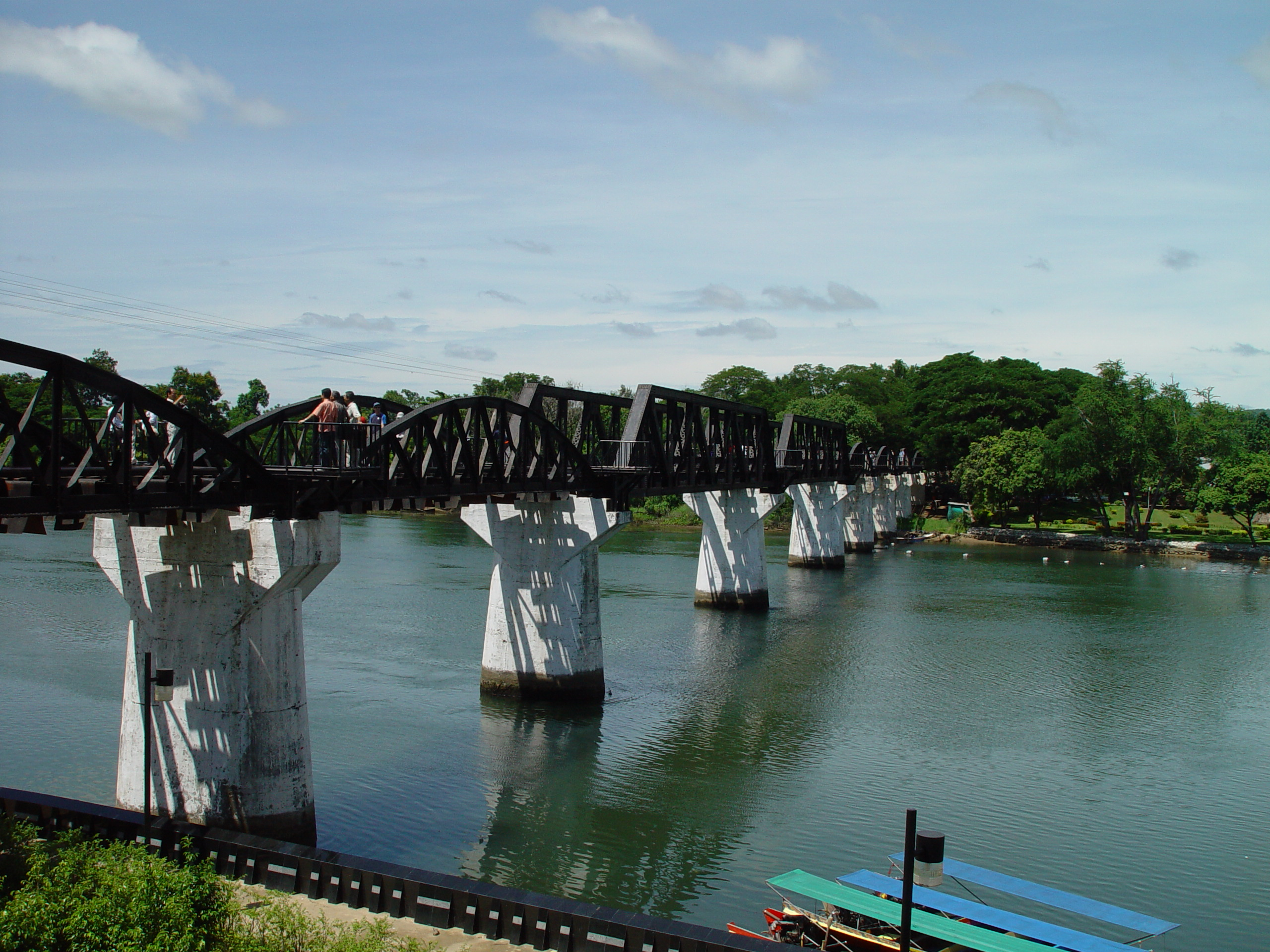
Il ponte sul fiume Kwai nel giugno 2004

Julie Summers, nel suo libro The Colonel of Tamarkan, scrive che Pierre Boulle, che era stato prigioniero di guerra in Thailandia, ha creato il personaggio di Nicholson basandosi sui suoi ricordi di ufficiali francesi. Toosey era molto diverso da Nicholson e certamente non si sentiva obbligato a lavorare con i giapponesi. Tentò di ritardare la costruzione del ponte il più possibile facendo persino raccogliere un gran numero di termiti per danneggiare le strutture in legno e in cemento. Nel film Nicholson disapprova gli atti di sabotaggio.
Alcuni dei personaggi del film hanno i nomi di persone reali che sono state coinvolte nella costruzione della ferrovia birmana. Per esempio, nel film, il colonnello Saito è comandante del campo e, in realtà, un sergente maggiore Risaburo Saito era vice-comandante. Risaburo Saito era rispettato dai suoi prigionieri perché era relativamente misericordioso e giusto nei loro confronti. Toosey lo difese nel processo per i suoi crimini di guerra e i due divennero persino amici.
In una scena ambientata nella giungla, i soldati inglesi e americani provano a sintonizzare la radio, e si può sentire, per un istante, la voce di una donna che dall'emittente Radio Tokyo invita gli americani a non offrirsi volontari per andare in guerra: Radio Tokyo era, infatti, un'emittente fautrice di una propaganda disfattista gestita dalla conduttrice Iva Ikuko Toguri, americana di origini nipponiche.
La distruzione del ponte descritta nel film è completamente inventata. Effettivamente sono stati costruiti due ponti: uno provvisorio in legno e uno permanente in acciaio e cemento pochi mesi più tardi. Entrambi i ponti sono stati utilizzati per due anni, fino a quando non sono stati distrutti dai bombardamenti aerei alleati. Il ponte in acciaio è stato riparato ed è ancora in uso.

## Musica

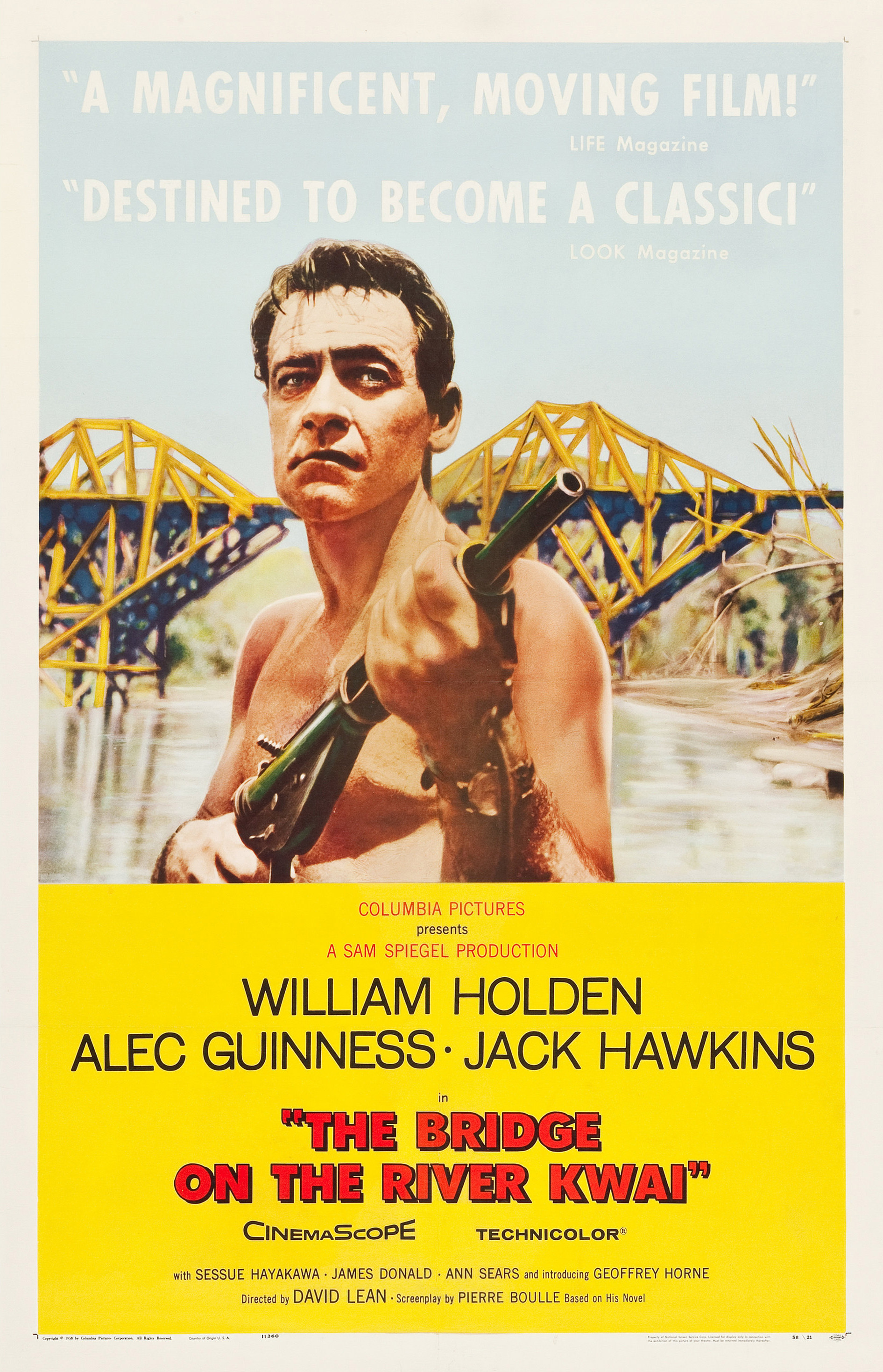
Poster per la distribuzione nelle sale de Il ponte sul fiume Kwai

Una caratteristica memorabile del film è il motivo che viene fischiettato dai prigionieri di guerra (Colonel Bogey March) mentre entrano nel campo: divenne subito famoso. Il pezzo fu originariamente scritto nel 1914 da Kenneth Alford. Era accompagnato da una contromelodia (nota come The River Kway March) scritta dal compositore del film, Malcolm Arnold, e suonata dall'orchestra fuori dallo schermo che sostituisce quelli che fischiettano. Mitch Miller ebbe un gran successo con la registrazione di entrambe le marce.
Oltre a simboleggiare il coraggio e la dignità britannica di fronte alla privazione, la Colonel Bogey March suggeriva uno specifico simbolo di sfida per gli spettatori cinematografici britannici, perché la sua melodia era legata a versi volgari su Hitler (Hitler Has Only Got One Ball), il leader della Germania nazista e il principale alleato del Giappone durante la guerra. Benché il testo beffardo non venga usato nel film, gli spettatori britannici del tempo lo conoscevano abbastanza bene da cantarlo mentalmente mentre ascoltavano il motivo musicale.

## Il ponte
Il ponte non è stato ricreato in studio, ma dal vero, nell'isola di Ceylon.

## Riconoscimenti
- 1958 - Premio Oscar
  - Miglior film a Sam Spiegel
  - Migliore regia a David Lean
  - Miglior attore protagonista a Alec Guinness
  - Miglior sceneggiatura non originale a Pierre Boulle, Carl Foreman e Michael Wilson
  - Miglior fotografia a Jack Hildyard
  - Miglior montaggio a Peter Taylor
  - Miglior colonna sonora a Malcolm Arnold
  - Candidatura Miglior attore non protagonista a Sessue Hayakawa
- 1958 - Golden Globe
  - Miglior film drammatico
  - Migliore regia a David Lean
  - Miglior attore in un film drammatico a Alec Guinness
  - Candidatura Miglior attore non protagonista a Sessue Hayakawa
- 1957 - Premio BAFTA
  - Miglior film
  - Miglior film britannico
  - Miglior attore protagonista a Alec Guinness
  - Migliore sceneggiatura a Pierre Boulle
- 1958 - David di Donatello
  - Miglior produttore straniero a Sam Spiegel

- 1957 - National Board of Review Award
  - Miglior film
  - Migliore regia a David Lean
  - Miglior attore protagonista a Alec Guinness
  - Miglior attore non protagonista a Sessue Hayakawa
- 1957 - New York Film Critics Circle Award
  - Miglior film
  - Miglior regista a David Lean
  - Miglior attore protagonista a Alec Guinness
- 1958 - British Society of Cinematographers
  - Migliore fotografia a Jack Hildyard
- 1958 - Directors Guild of America
  - Migliore regia a David Lean, Gus Agosti e Ted Sturgis (Assistenti Registi)
- 1959 - Grammy Award
  - Candidatura Miglior colonna sonora a Malcolm Arnold
- 1958 - Laurel Award
  - Candidatura Miglior film
  - Candidatura Miglior performance maschile a Alec Guinness
- 1959 - Sant Jordi Award
  - Miglior attore straniero a Alec Guinness

Nel 1997 è stato scelto per la conservazione nel National Film Registry della Biblioteca del Congresso degli Stati Uniti.
Nel 1999 il British Film Institute l'ha inserito all'11º posto della lista dei migliori cento film britannici del XX secolo.

### AFI 100 Years
Secondo le liste dell'American Film Institute, che rendono omaggio ai migliori film statunitensi della storia, Il ponte sul fiume Kwai è situato in 3 liste, tutte concernenti il film in questione: nel 1998 l'American Film Institute l'ha inserito al tredicesimo posto della classifica dei migliori cento film americani mai realizzati, e dieci anni dopo, nella riedizione, è sceso al trentaseiesimo posto; nel 2001 l'American Film Institute ha ritenuto il film il 58° miglior thriller della storia, mediante il suo inserimento nella lista dei 100 film horror e thriller migliori mai realizzati; infine, nel 2006, Il ponte sul fiume Kwai è stato inserito nella lista dei cento film più commuoventi della storia degli Stati Uniti, dove è 14°. 

## Film correlati
Negli anni successivi sono stati girati altri film sui prigionieri di guerra dei giapponesi costretti a costruire la "ferrovia della morte", basati su eventi autobiografici:
- Fight for Freedom del 2001, basato sul libro autobiografico di Ernest Gordon.
- Le due vie del destino - The Railway Man del 2013, basato sull'autobiografia omonima di Eric Lomax.